# Abhar Ali Noor
Abhar Ali Noor (* 1. September 1993 in Afghanistan) ist ein afghanischer Fußballspieler, der zuletzt bei De Spinghar Bazan spielte.

## Karriere
Wie die meisten anderen Spieler in der Afghan Premier League 2012, wurde auch Noor in der Fußballcastingshow Maidan e Sabz gefunden und unterschrieb einen Vertrag bei De Spinghar Bazan. Sein Debüt feierte er am 20. September 2012 beim 1:0-Sieg gegen De Abasin Sape, wo Noorzai das Tor zum 1:0 erzielte. Im dritten Spiel gegen De Spinghar Bazan (1:1) erzielte er ebenfalls ein Tor. Am Ende der Saison wurde De Spinghar Bazan Dritter hinter De Maiwand Atalan.

## Erfolge
- 4. Platz in der Saison 2012

| Personendaten    | Personendaten               |
| ---------------- | --------------------------- |
| NAME             | Noor, Abhar Ali             |
| KURZBESCHREIBUNG | afghanischer Fußballspieler |
| GEBURTSDATUM     | 1. September 1993           |
| GEBURTSORT       | Afghanistan                 |